# Dendropsophus ebraccatus
Espèce
Synonymes
- Hyla ebraccata Cope, 1874
- Hyla weyerae Taylor, 1954

Statut de conservation UICN

 LC  : Préoccupation mineure
Dendropsophus ebraccatus est une espèce d'amphibiens de la famille des Hylidae.

## Répartition
Cette espèce se rencontre jusqu'à 1 600 m d'altitude dans le sud du Mexique, au Belize, au Guatemala, au Honduras, au Nicaragua, au Costa Rica, au Panama, dans l'est de la Colombie et dans le nord-est de l'Équateur,.

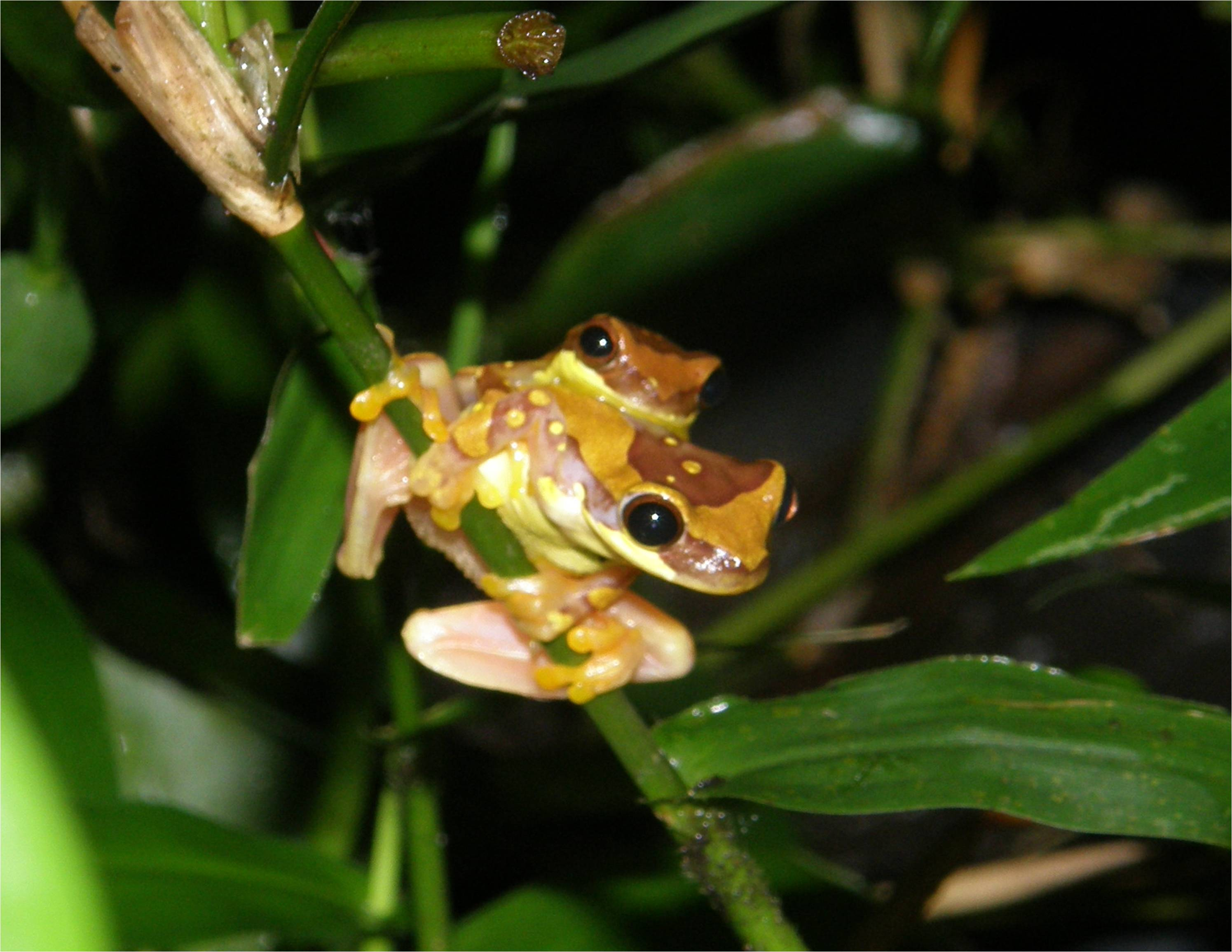
Dendropsophus ebraccata

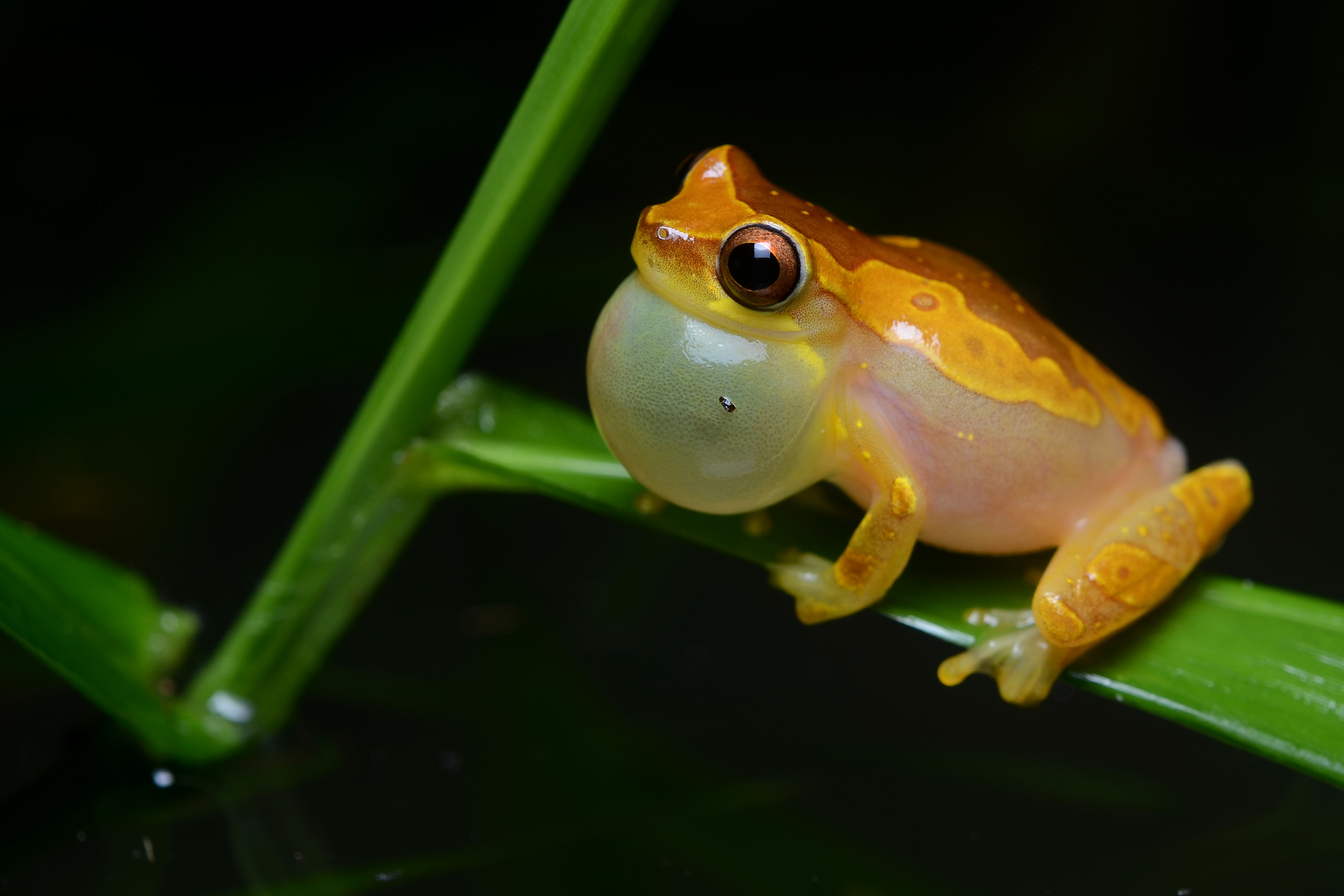
Dendropsophus ebraccata

## Publication originale
- Cope, 1874 : Description of some species of reptiles obtained by Dr. John F. Bransford, Assistant Surgeon United States Navy, while attached to the Nicaraguan surveying expedition in 1873. Proceedings of the Academy of Natural Sciences of Philadelphia, vol. 26, p. 64-72 (texte intégral).